# Straßenbahn Teneriffa
Die Tranvía de Tenerife ist die einzige Straßenbahn und auch das einzige schienengebundene Verkehrsmittel der Kanarischen Inseln auf der Insel Teneriffa. Die Bahn verbindet Santa Cruz de Tenerife mit San Cristóbal de La Laguna und überwindet einen Höhenunterschied von knapp 600 Metern.

## Aktuell
Die offizielle Inbetriebnahme erfolgte nach einem mehrmonatigen Probebetrieb am 2. Juni 2007. Die normalspurige Strecke verläuft von Santa Cruz nach La Laguna. Sie ist 12,5 Kilometer lang und die Reisezeit beträgt 37 Minuten. 20 Triebwagen vom Typ Citadis 302 wurden vom Hersteller Alstom, Barcelona, geliefert und befördern auf der zweigleisigen Strecke bis zu 44.000 Personen am Tag. Die Höchstgeschwindigkeit der Züge ist mit 70 km/h angegeben, es wird von einer Reisegeschwindigkeit von 20 km/h ausgegangen.
Die erste Straßenbahnlinie trägt die Liniennummer 1. Für eine 3,1 Kilometer lange Verlängerung zum Flughafen Teneriffa Nord wurden 2025 Fördermittel beantragt. Gemäß des dabei bekanntgegebenen Planungsstandes ist die Inbetriebnahme bis 2030 vorgesehen. Außerdem sind eine weitere Innenstadtstrecke und eine Linie entlang des Meeres vorgesehen – jedoch noch ohne festen Zeitplan.
Seit dem 30. Mai 2009 verkehrt die Linie 2 auf der drei Kilometer langen Strecke von La Cuesta nach Tíncer. Hierfür wurden bei Alstom sechs neue Triebwagen beschafft.
Im Jahr 2016 wurden Pläne veröffentlicht, die Linie 2 von Tíncer aus um 2,5 Kilometer und fünf Haltestellen in südwestlicher Richtung nach La Gallega zu verlängern.

## Geschichte
Bereits von 1901 (Planungen dazu begannen 1898) bis 1956 gab es auf Teneriffa eine Straßenbahn. Sie fuhr ab dem 1. April 1901 von Santa Cruz bis San Cristóbal de La Laguna und ab dem 27. Juli 1904 bis Tacoronte und besaß sieben Stationen mehr als der Neubau. Wegen finanzieller Schwierigkeiten übernahm 1927 die Verwaltung von Teneriffa den Betrieb von der damaligen Bahngesellschaft und erneuerte Teile der Gleise und baute Fahrzeuge um. Im Sommer 1942 wurden im Durchschnitt 13.588 Fahrgäste pro Tag registriert. Eine ausbleibende grundhafte Erneuerung führte nach 1945 zu einer stetigen Verschlechterung und 1956 wurde das System komplett durch Busse ersetzt. An von Bäumen getrennten Straßenseiten sind heute noch in der Innenstadt von Santa Cruz einzelne überbetonierte Gleisreste zu erkennen.
Der 1928 in La Laguna geborene Álvaro Domínguez Rodríguez ist einer der letzten noch lebenden Angestellten der alten Straßenbahn und war einer der ersten Fahrer der neuen Straßenbahn.
| \| \| km \| \| Reisezeit \| \| \| 0,0 \| (Santa Cruz) Intercambiador \| (Santa Cruz) Intercambiador \| \| \| 0,8 \| (SC) Fundación \| 3 min \| \| \| 1,2 \| (SC) Teatro Guimerá \| 4 min \| \| \| 1,7 \| (SC) Plaza Weyler \| 6 min \| \| \| 2,2 \| (SC) La Paz \| 8 min \| \| \| 2,6 \| (SC) Puente Zurita \| 10 min \| \| \| 3,4 \| (SC) Cruz del Señor \| 12 min \| \| \| 4,0 \| (SC) Conservatorio \| 14 min \| \| \| 4,7 \| (Ofra) Chimisay \| 15 min \| \| \| 5,3 \| (Ofra) Principes de España \| 17 min \| \| \| 5,8 \| (Ofra) Hospital La Calendaria \| 19 min \| \| \| \| Autopista del Norte TF-5 \| \| \| \| 6,8 \| Taco \| 20 min \| \| \| 5,9 \| Tincer \| Tincer \| \| \| 6,7 \| San Jerónimo \| San Jerónimo \| \| \| [6] \| \| \| \| \| \| \| \| \| \| \| \| \| \| \| \| Straßenbahndepot \| \| \| \| 7,4 \| (Taco) El Cardonal \| 23 min \| \| \| \| Autopista del Norte TF-5 \| \| \| \| 8,0 \| (La Cuesta) Hospital Universitario \| 24 min \| \| \| \| \| \| \| \| \| \| \| \| \| [7] \| \| \| \| \| 8,7 \| Ingenieros \| Ingenieros \| \| \| 9,4 \| La Cuesta \| La Cuesta \| \| \| 9,0 \| (La Cuesta) Las Mantecas \| 27 min \| \| \| 9,7 \| (LL) Campus Guajara \| 29 min \| \| \| 10,3 \| (LL) Gracia \| 30 min \| \| \| 10,9 \| (LL) Museo de la Ciencia \| 32 min \| \| \| 11,3 \| (LL) Cruz de Piedra \| 33 min \| \| \| 12,1 \| (LL) Padre Anchieta \| 36 min \| \| \| \| Kreisel TF5[8] \| \| \| \| 12,5 \| (La Laguna) La Trinidad \| 37 min \| |       |                                    |                             |
| | km    |                                    | Reisezeit                   |
| U-Bahn-Kopfbahnhof Streckenanfang | 0,0   | (Santa Cruz) Intercambiador        | (Santa Cruz) Intercambiador |
| U-Bahn-Haltepunkt / Haltestelle | 0,8   | (SC) Fundación                     | 3 min                       |
| U-Bahn-Haltepunkt / Haltestelle | 1,2   | (SC) Teatro Guimerá                | 4 min                       |
| U-Bahn-Haltepunkt / Haltestelle | 1,7   | (SC) Plaza Weyler                  | 6 min                       |
| U-Bahn-Haltepunkt / Haltestelle | 2,2   | (SC) La Paz                        | 8 min                       |
| U-Bahn-Haltepunkt / Haltestelle | 2,6   | (SC) Puente Zurita                 | 10 min                      |
| U-Bahn-Haltepunkt / Haltestelle | 3,4   | (SC) Cruz del Señor                | 12 min                      |
| U-Bahn-Haltepunkt / Haltestelle | 4,0   | (SC) Conservatorio                 | 14 min                      |
| U-Bahn-Haltepunkt / Haltestelle | 4,7   | (Ofra) Chimisay                    | 15 min                      |
| U-Bahn-Haltepunkt / Haltestelle | 5,3   | (Ofra) Principes de España         | 17 min                      |
| U-Bahn-Haltepunkt / Haltestelle | 5,8   | (Ofra) Hospital La Calendaria      | 19 min                      |
| U-Bahn-Brücke |       | Autopista del Norte TF-5           | Autopista del Norte TF-5    |
| U-Bahn-Haltepunkt / Haltestelle | 6,8   | Taco                               | 20 min                      |
| U-Bahn-Strecke · U-Bahn-Kopfbahnhof Streckenanfang | 5,9   | Tincer                             | Tincer                      |
| U-Bahn-Strecke · U-Bahn-Haltepunkt / Haltestelle | 6,7   | San Jerónimo                       | San Jerónimo                |
| U-Bahn-Tunnelanfang · U-Bahn-Tunnelanfang | [ 6 ] |                                    |                             |
| U-Bahn-Abzweig geradeaus und von links (im Tunnel) · U-Bahn-Strecke nach rechts (im Tunnel) |       |                                    |                             |
| U-Bahn-Tunnelende |       |                                    |                             |
| U-Bahn-Abzweig geradeaus, nach links und von links · U-Bahn-Betriebs-/Güterbahnhof Streckenende und quer |       | Straßenbahndepot                   | Straßenbahndepot            |
| U-Bahn-Haltepunkt / Haltestelle | 7,4   | (Taco) El Cardonal                 | 23 min                      |
| U-Bahn-Strecke mit Straßenbrücke |       | Autopista del Norte TF-5           | Autopista del Norte TF-5    |
| U-Bahn-Haltepunkt / Haltestelle | 8,0   | (La Cuesta) Hospital Universitario | 24 min                      |
| U-Bahn-Tunnelanfang |       |                                    |                             |
| U-Bahn-Strecke von links (im Tunnel) · U-Bahn-Abzweig geradeaus und nach rechts (im Tunnel) |       |                                    |                             |
| U-Bahn-Tunnelende · U-Bahn-Tunnelende | [ 7 ] |                                    |                             |
| U-Bahn-Haltepunkt / Haltestelle · U-Bahn-Strecke | 8,7   | Ingenieros                         | Ingenieros                  |
| U-Bahn-Kopfbahnhof Streckenende · U-Bahn-Strecke | 9,4   | La Cuesta                          | La Cuesta                   |
| U-Bahn-Haltepunkt / Haltestelle | 9,0   | (La Cuesta) Las Mantecas           | 27 min                      |
| U-Bahn-Haltepunkt / Haltestelle | 9,7   | (LL) Campus Guajara                | 29 min                      |
| U-Bahn-Haltepunkt / Haltestelle | 10,3  | (LL) Gracia                        | 30 min                      |
| U-Bahn-Haltepunkt / Haltestelle | 10,9  | (LL) Museo de la Ciencia           | 32 min                      |
| U-Bahn-Haltepunkt / Haltestelle | 11,3  | (LL) Cruz de Piedra                | 33 min                      |
| U-Bahn-Haltepunkt / Haltestelle | 12,1  | (LL) Padre Anchieta                | 36 min                      |
| U-Bahn-Tunnel |       | Kreisel TF5                        | Kreisel TF5                 |
| U-Bahn-Kopfbahnhof Streckenende | 12,5  | (La Laguna) La Trinidad            | 37 min                      |

## Fahrausweise
Die Straßenbahngesellschaft Metropolitano de Tenerife hat einen Preisverbund mit dem Busunternehmen Titsa (Transportes Interurbanos de Tenerife), das nahezu alle Buslinien der Insel Teneriffa betreibt. Fahrkarten der Titsa und Fahrkarten der Metropolitano de Tenerife gelten auch beim Umsteigen vom Bus zur Straßenbahn und umgekehrt. In den Zügen der Straßenbahn (Tranvia) werden – im Gegensatz zu den Bussen – keine Fahrkarten verkauft. Es gibt Fahrkartenautomaten an allen Haltestellen. Auch in den beiden Info-Pavillons, die sich jeweils an den Endstationen der Linie 1 befinden, können Fahrkarten erworben werden.

## Bilder

Werbung für die Straßenbahn (2007)
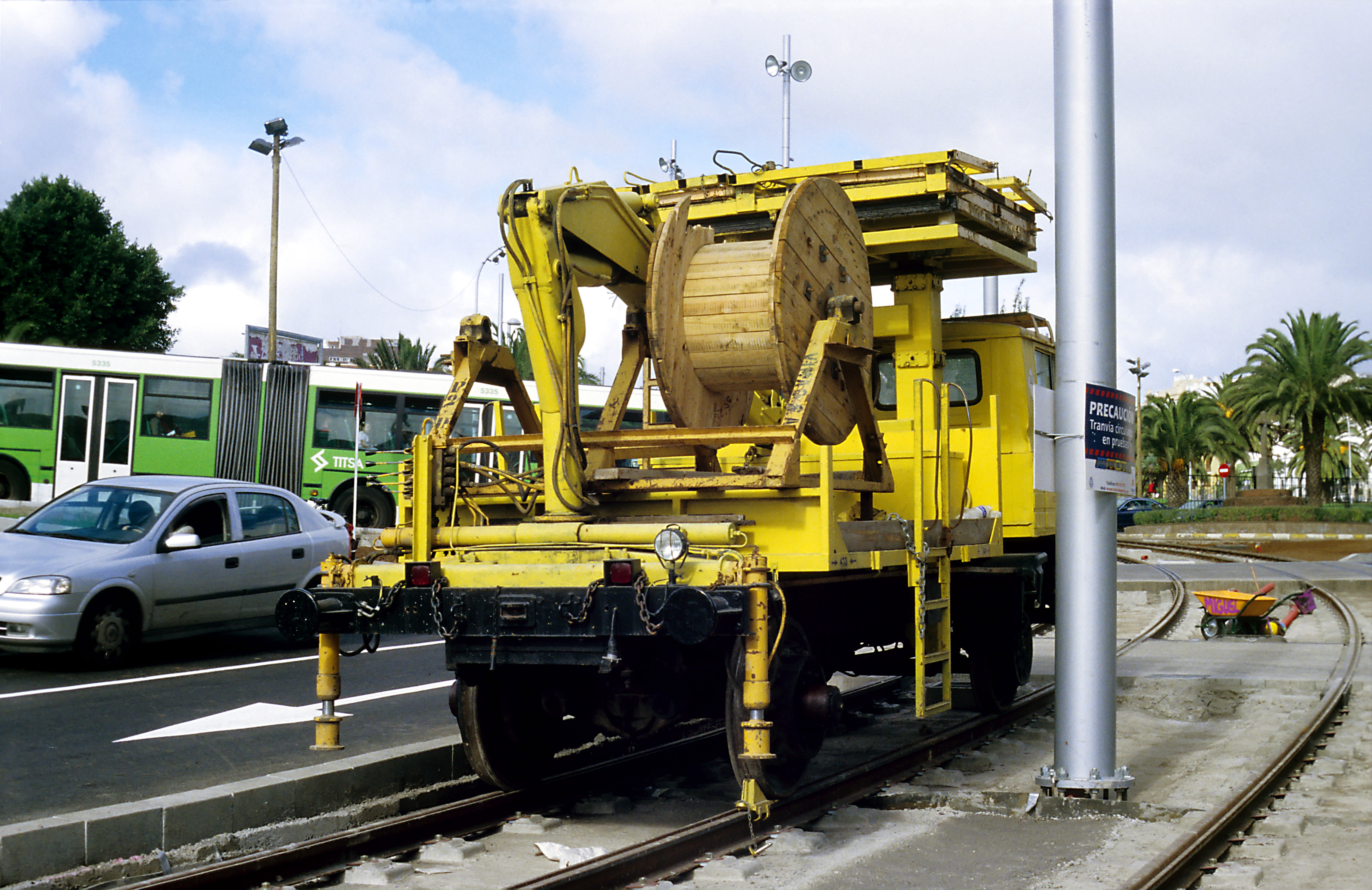
Fahrleitungsmontagewagen am Cruz de Piedra in La Laguna (2006)
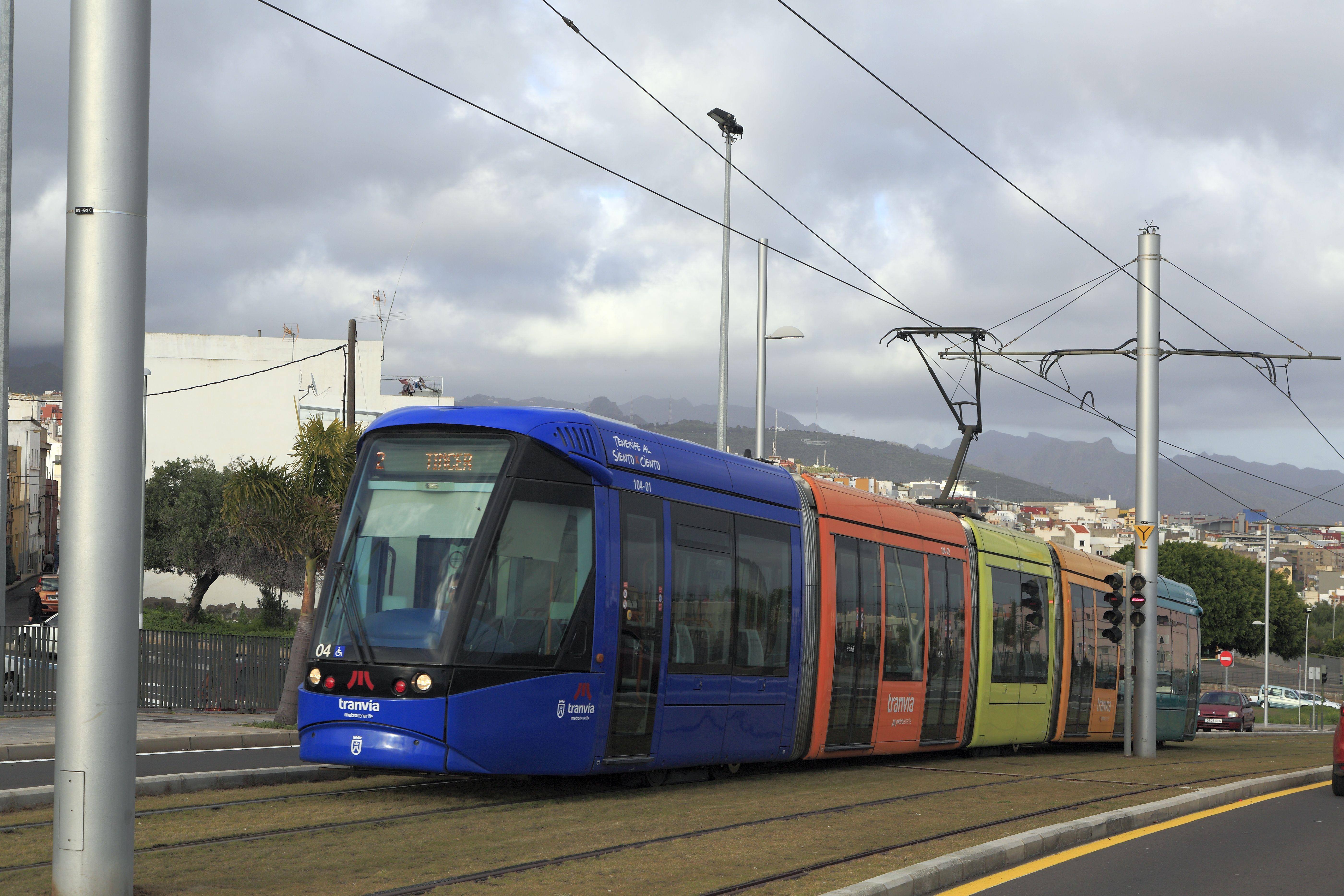
Triebwagen 04 auf der Linie 2 im Kehrgleis Tincer (2014)
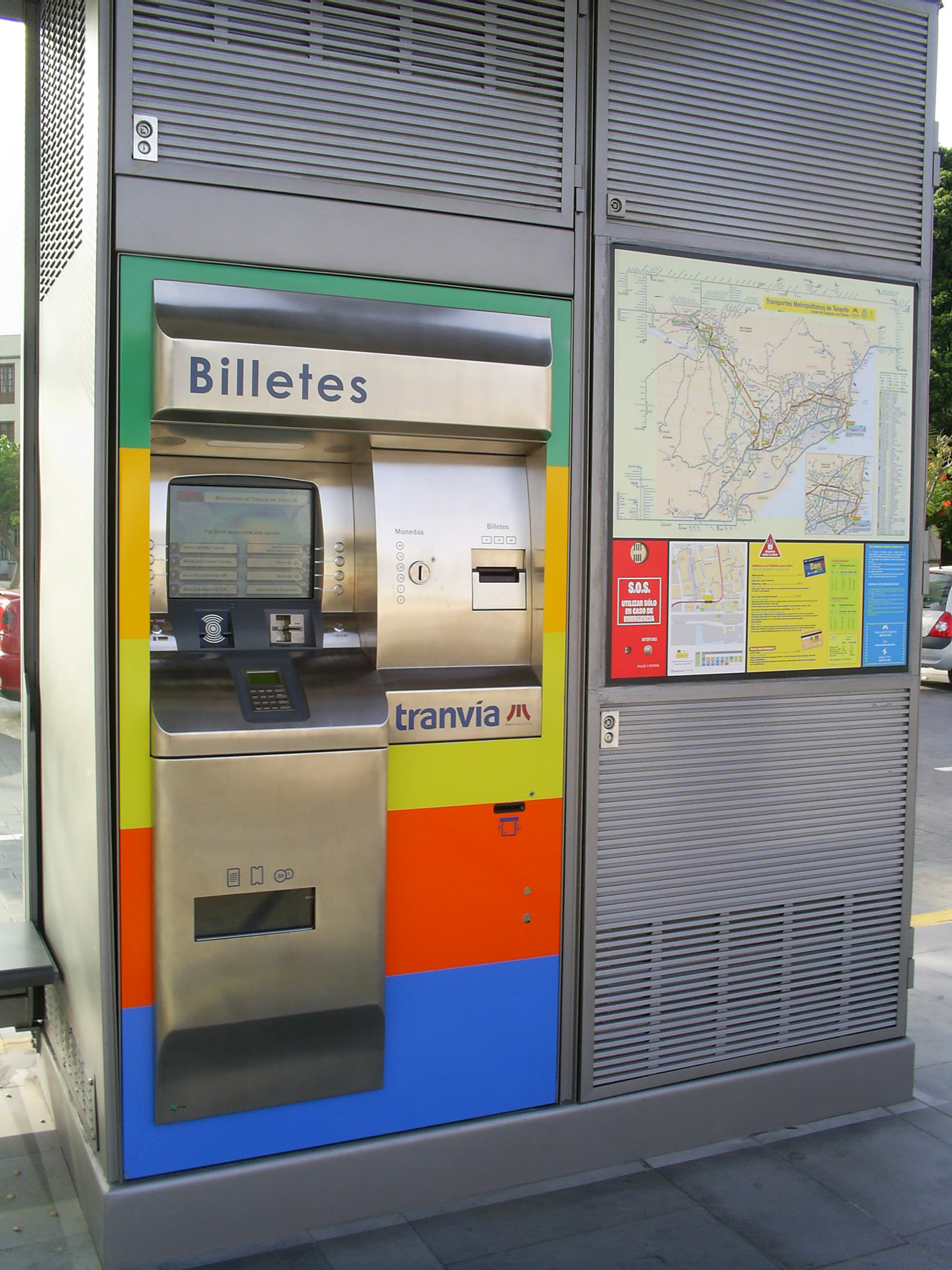
Fahrkartenautomat
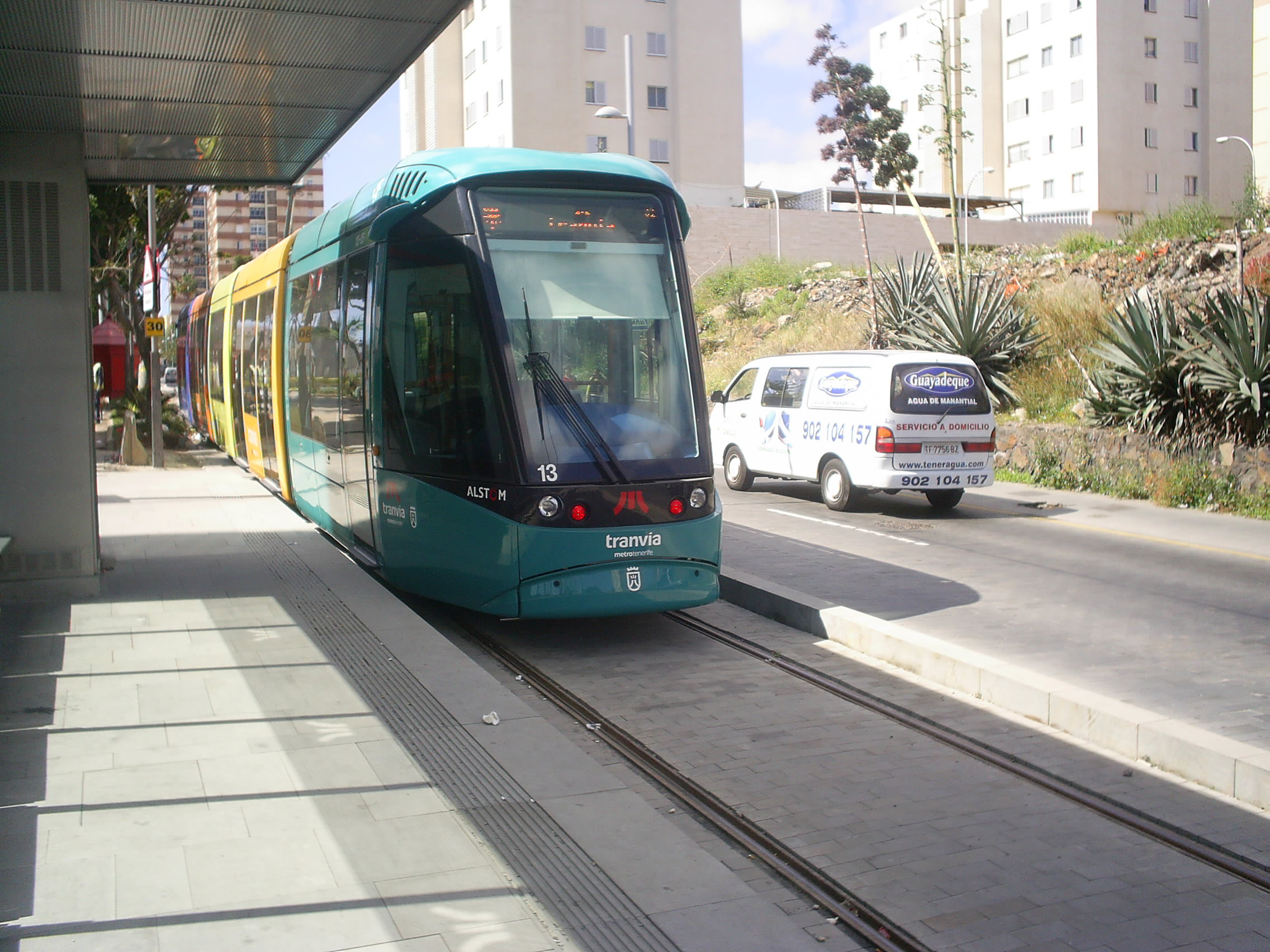
Haltestelle Príncipes de España (2007)